# Saint-Cirq-Lapopie
Saint-Cirq-Lapopie is een dorp en gemeente in het dal van de rivier de Lot, niet ver van Rocamadour en Cahors. Het ligt in het Franse departement Lot (regio Occitanie). De plaats maakt deel uit van het arrondissement Cahors en is lid van Les Plus Beaux Villages de France. Saint-Cirq-Lapopie telde op 1 januari 2022 204 inwoners.

## Geografie
De oppervlakte van Saint-Cirq-Lapopie bedroeg op 1 januari 2022 17,89 vierkante kilometer; de bevolkingsdichtheid was toen 11,4 inwoners per km². Het dorp ligt op de top van een steile rots circa honderd meter boven de rivier de Lot. De plaats is bereikbaar via de D 662. 

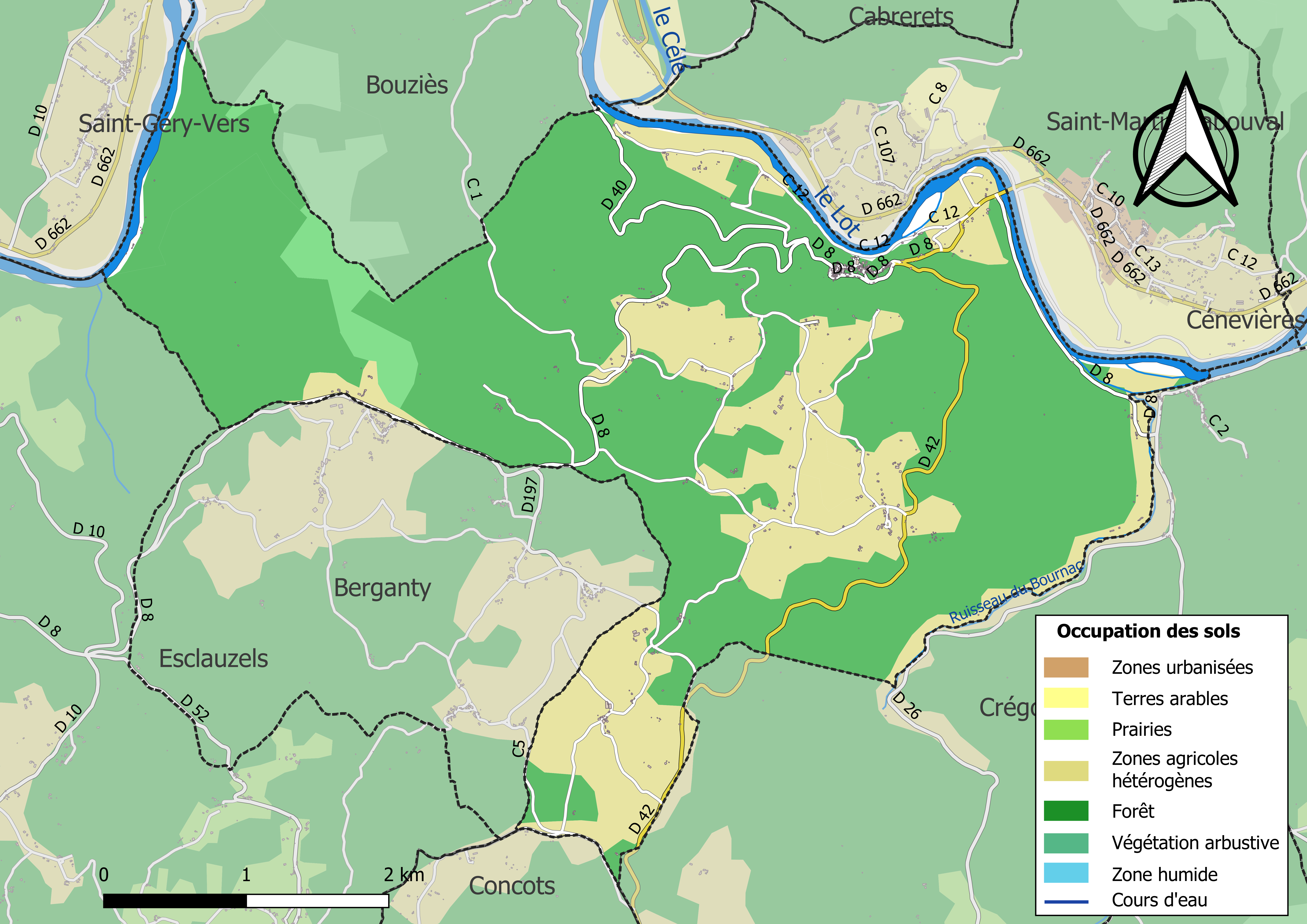
Kaart van de gemeente met de belangrijkste infrastructuur, bodemgebruik en omliggende gemeenten

## Geschiedenis
De Galliërs bouwden hier al een versterking, maar de huidige plaats ontstond in de 11e eeuw. Vanop de rots boven de vallei van de Lot kon het scheepvaartverkeer worden gecontroleerd. In het dorp vestigden zich bootslui die vracht op de Lot vervoerden. Vanaf de 20e eeuw werd Saint-Cirq-Lapopie een kunstenaarsdorp.

## Bezienswaardigheden
Het centrum met smalle en steile straten met vakwerkhuizen is niet per auto bereikbaar. Het dorp met zijn homogene, middeleeuwse architectuur kwam in de 20e eeuw in trek bij schilders en kunstenaars. Kunsthandelaar Joseph Rignault kocht er in 1922 het Château de la Gardette. Hier werd later het Musée Rignault ingericht. Schilder Pierre Daura had zijn atelier in een 13e-eeuws gebouw in het dorp. Surrealist en dichter André Breton ontdekte het dorp in 1950 en kocht er later de Auberge des Mariniers. De laatste vijftien jaar van zijn leven verbleef hij elke zomer gedurende drie maanden in het dorp. Ook schilders Henri Martin en Foujita verbleven in het dorp.
Op 26 juni 2012 werd, in een speciale uitzending op France 2, het dorp door de Franse televisiekijkers verkozen tot "Le village préféré des Français".
De kerk Saint-Cirq-et-Sainte-Juliette werd gebouwd in de 16e eeuw op de plaats van een oudere, romaanse kerk. Hiervan is de apsis bewaard gebleven. Andere bezienswaardigheden zijn:
- Fort La Popie
- Belvédère du Bancourel
- Château des Cardaillac (13e-14e eeuw)

## Demografie
Onderstaande figuur toont het verloop van het inwonertal (bron: INSEE-tellingen).